# Provincia di Nor Yungas
Nor Yungas è una provincia della Bolivia sita nella parte centro-meridionale del dipartimento di La Paz.
Il capoluogo è la città di Coroico e, secondo il censimento 2001, conta una popolazione di 25 759 abitanti.
È attraversata dalla via degli Yungas, la strada che porta dalla capitale, La Paz a Coroico. Si tratta di una pericolosa via di comunicazione per la quale si stima muoiano mediamente dalle 200 alle 300 persone ogni anno. Per questo è chiamata anche Camino de la muerte (strada della morte).

## Geografia antropica

### Suddivisioni amministrative
La provincia è suddivisa in 2 comuni:
- Coroico (capoluogo)
- Coripata